# Latin Pop Airplay
Latin Pop Airplay är en hitlista som publiceras i  Billboard. Den består av latinomusik, vanligtvis pop på spanska. Första listan publicerades den 8 oktober 1994, med Mañana av Cristian Castro som första etta. Listan består bara av singlar, och baseras på speltid i radio, som sammanställs av Nielsen Broadcast Data Systems (BDS).